# Hinolin
Hinolin je heterociklično aromatično organsko jedinjenje. Njegova formula je . On je bezbojna higroskopna tečnost sa jakim mirisom. Ustajali uzorci, ako su izloženi svetlosti, postaju žuti i kasnije smeđi. Hinolin je neznatno rastvoran u hladnoj vodi ali se brzo rastvara u toploj vodi i većini organskih rastvarača.
Hinolin se uglavnom koristi kao gradivni blok za druge specijalizovane hemikalije. On je prekurzor 8-hidroksihinolina, koji je svestrani helatni agens i prethodnik pesticida. Njegovi 2- i 4-metil derivati su prekurzori cianinskih boja. Oksidacijom hinolina nastaje hinolinska kiselina (piridin-2,3-dikarboksilna kiselina), koja je prekurzor herbicida sa tržišnim imenom Assert.

## Izolacija i sinteza
Fridlib Ferdinand Runge je prvi izolovao hinolin was iz ugljene smole 1834. Smola je još uvek glavni izvor komercijalnog hinolina. On može da bude sintetisan koristeći više metoda:
- Kombsova sinteza hinolina koristi aniline i β-diketone.
- Konrad-Limpach sinteza koristi aniline i β-ketoestre.
- Doebner-Milerova reakcija koristi aniline i α,β-nezasićena karbonilna jedinjenja.
- Friedlanderova sinteza koristi 2-aminobenzaldehid i acetaldehid.
- Skraupova sinteza koristi fero sulfat, glicerol, anilin, nitrobenzen, i sumpornu kiselinu.

## Spoljašnje veze
- Интернационална карта хемијске безбедности 0071
- Klasični metodi sinteze hinolina Архивирано на веб-сајту  (26. септембар 2007)
- Novi metodi sinteze hinolinas